# Hervé Lemoine
 (décembre 2014).
Si vous disposez d'ouvrages ou d'articles de référence ou si vous connaissez des sites web de qualité traitant du thème abordé ici, merci de compléter l'article en donnant les références utiles à sa vérifiabilité et en les liant à la section « Notes et références ».
Hervé Lemoine, né le 11 août 1961 à Paris, est un haut fonctionnaire et archiviste français, Conservateur général du patrimoines. Il est président des Manufactures nationales depuis le 1er janvier 2025.  
Il était auparavant président du Mobilier national et président du conseil d’administration de la Cité de la céramique - Sèvres et Limoges. Président du Mobilier national depuis le 21 mars 2022, il en était le directeur depuis le 12 février 2018, avant le changement de statut de l'institution en établissement public. À sa tête, Hervé Lemoine mène une refonte stratégique de l'utilité sociale du Mobilier national. 
À la demande de la ministre de la Culture, il mène la réunion du Mobilier national et de la Cité de la céramique - Sèvres et Limoges, qui aboutit au 1er janvier 2025 avec la création de l'établissement public Manufactures nationales - Sèvres & Mobilier national par le décret n° 2024-1219 du 27 décembre 2024
Du 11 février 2010 au 11 février 2018, il était directeur du Service interministériel des archives de France.

## Biographie

### Formation
Hervé Lemoine est licencié d'enseignement en histoire-géographie et titulaire d'un diplôme d'études approfondies (DEA) en histoire contemporaine et en sciences politiques (1987).

### Parcours professionnel
Hervé Lemoine crée en 1987 le cabinet Lignières, cabinet spécialisé dans la rédaction de monographies sur l’histoire des familles. Il est vice-président de la chambre syndicale des généalogistes et héraldistes de France de 1987 à 1994.
Entré comme chargé d'études et de publication au Service historique de l’Armée de terre (SHAT) – actuel Service historique de la Défense – en 1988, il s'y occupe des fonds d’archives d’origine privée et y crée un département chargé de la collecte des témoignages oraux. Il développe, au sein du ministère de la Défense, la conception d’une « histoire orale » inspirée de l’Oral History anglo-saxonne : le recueil de témoignages se fonde sur des entretiens orientés, appuyés sur une analyse approfondie de la carrière et des activités des acteurs historiques interrogés, officiers supérieurs et généraux, cadres civils de la défense, anciens résistants. Cette analyse part des archives écrites conservées au Service historique[réf. nécessaire].
Il est successivement directeur-adjoint des archives et de la bibliothèque du SHAT, chef du bureau de la politique des archives et des bibliothèques et chargé de mission auprès du ministre de la Défense et de la ministre de la Culture et de la Communication. Il pose les bases du projet de la Maison de l'Histoire de France dans un rapport remis aux deux ministres en avril 2008.[source insuffisante]
De 2009 à 2010, il dirige le musée des monuments français. Le 11 février 2010, il est nommé directeur du Service interministériel des Archives de France au ministère de la Culture,,,. Il est un des rares directeurs des Archives de France à ne pas être archiviste paléographe, avec Philippe Bélaval et Martine de Boisdeffre. Il est promu conservateur général en 2011.
Depuis le 12 février 2018, Hervé Lemoine est directeur du Mobilier national et des manufactures des Gobelins, de Beauvais et de la Savonnerie,. Le 12 février 2019, il est renouvelé dans ses fonctions pour deux ans.[source insuffisante]
Le Mobilier national ayant changé de statut le 1er janvier 2022, Hervé Lemoine est nommé Président de l'établissement public du Mobilier national le 21 mars 2022 par le Président de la République (Emmanuel Macron) sur proposition de la ministre de la Culture (Françoise Nyssen).

## Actions en tant que Directeur puis Président du Mobilier national
Hervé Lemoine est nommé le 12 février 2018 dans un contexte de difficulté pour le Service à compétence nationale du Mobilier national, ce dernier ayant fait l'objet d'un rapport de la Cour des comptes, l'accusant d'être « à bout de souffle ». Les agents du Mobilier national font cependant preuve d'une « union sacrée ».
À la tête du Mobilier national, Hervé Lemoine mène une politique d'ouverture au public et de réflexion stratégique concernant l'utilité sociale de l'institution. Souhaitant sortir de l'image du « grenier de la République », il mène de grands projets en faveur d'une plus grande ouverture au public et d'une utilité sociale élargie. Il engage, entre autres :
- Ouverture au public pour les Journées européennes du patrimoine, et ce pour la première fois. L'établissement devient l'un des sites du ministère de la Culture le plus visité lors de cette ouverture exceptionnelle annuelle ;
- Reprise d'une stratégie de design social avec l'Atelier de recherche et de création : chariots pour des EHPAD, design de bornes pour les maisons France Services, etc[20].
- Politique d'exposition accrue, au cœur de la Galerie des Gobelins qui dépend de l'institution. L'exposition Le Chic! (2022 - 2023), notamment, accueillera plus de 40 000 visiteurs[21].[source insuffisante]
- Grands projets et appels à concours, à l'image du concours pour le design de la nouvelle table du Conseil des ministres ouverts à des jeunes diplômés d'écoles de design[22].
- Lancement d'une campagne annuelle de soutien à la jeune création en matière de design et d'artisanat d'art via l'achat de pièces de mobilier[23].

### Transformation du Service à compétence nationale en Établissement public à caractère administratif
Le 29 décembre 2021 est créé l'établissement public Mobilier national - Manufactures nationales des Gobelins, de Beauvais et de la Savonnerie - Ateliers conservatoires d'Alençon et du Puy-en-Velay.

### Le Mobilier national au cœur de la Stratégie nationale en faveur des métiers d'art
Le 30 mai 2023 est annoncé, par les ministres Rima Abdul Malak et Olivia Grégoire une Stratégie nationale en faveur des métiers d'art. Cette stratégie est présentée dans la Réserve Perret du Mobilier national.
Le Mobilier national se voit confier plusieurs missions en faveur des savoir-faire et des métiers d'art, dont celles du rayonnement international, de la sensibilisation auprès des plus jeunes et du soutien par la commande publique.

### Rapprochement avec la Cité de la céramique - Sèvres et Limoges
Sur base de ce premier rapport, la ministre de la Culture lui confie une seconde mission, lui demandant d'étayer les quatre options de rapprochement envisagées. L'option de la création d'un établissement public unique réunissant les deux établissements est choisie par la ministre de la Culture quelque mois plus tard. Le ministère de la Culture annonce alors la création d'un nouvel établissement au 1er janvier 2025.
Le 5 décembre 2023, Hervé Lemoine est nommé Président du Conseil d'administration de la Cité de la céramique - Sèvres et Limoges.

## Ouvrages
- Madagascar et ses dépendances de la colonisation à l’indépendance-association (1894-1973) : inventaire des archives, Vincennes, Service historique de l'Armée de terre, 1995
- Histoire orale : inventaire analytique, Vincennes, Service historique de l'Armée de terre, 1997-2005
- Guerre, pouvoir et finance dans l’Alsace du Roi-Soleil : la famille Dietrich de 1681 à 1815, Vincennes, Service historique de l'Armée de terre, 2000
- Pouvoir politique et autorité militaire en Algérie française : hommes, textes, institutions (1945-1962), Paris, L’Harmattan, 2002
- Le Patrimoine sonore et audiovisuel français, entre archives et témoignages : guide de recherches en sciences sociales, Paris, Belin, 2005
- Le chic ! Arts décoratifs et mobilier français de 1930 à 1960, Paris, Snoeck Publishers, Beaux Arts, 2022

## Distinctions
Le 31 décembre 2014, Hervé Lemoine est nommé au grade de chevalier dans l'ordre national de la Légion d'honneur.
Étant membre du conseil de l'ordre des Arts et des Lettres, il est ex officio commandeur de l'ordre des Arts et des Lettres.
Le 15 mai 2022, Hervé Lemoien est nommé au grade d'officier dans l'ordre national du mérite. Ses insignes lui sont remis par Emmanuel Macron, Président de la République, le 12 décembre 2023 au palais de l'Élysée.